# ليندا فيورنتينو
ليندا فيورنتينو (بالإنجليزية: Linda Fiorentino)‏ وإسمها الحقيقي كلوريندا فيورنتيو (بالإنجليزية: Clorinda Fiorentino)‏ هي ممثلة و مصورة فوتوغرافية أمريكية. ولدت في 9 مارس 1958 في فيلادلفيا، بنسيلفانيا في الولايات المتحدة عرفت بأدوارها في فشن كيست وغودتشا وافتير هاورس وذا لاست ديتاكشن ومين إن بلاك ودوكما، وفازت بعدة جوائز بالتمثيل في نيويورك ولندن.

## روابط خارجية
- ليندا فيورنتينو على موقع IMDb (الإنجليزية)
- ليندا فيورنتينو على موقع ميتاكريتيك (الإنجليزية)
- ليندا فيورنتينو على موقع روتن توميتوز (الإنجليزية)
- ليندا فيورنتينو على موقع قاعدة بيانات الأفلام العربية
- ليندا فيورنتينو على موقع ألو سيني (الفرنسية)
- ليندا فيورنتينو على موقع تيرنر كلاسيك موفيز (الإنجليزية)
- ليندا فيورنتينو على موقع أول موفي (الإنجليزية)
- ليندا فيورنتينو على موقع قاعدة بيانات الأفلام السويدية (السويدية)
- ليندا فيورنتينو على موقع إن إن دي بي (الإنجليزية)
- ليندا فيورنتينو على موقع قاعدة بيانات الفيلم (الإنجليزية)